# Kanjak
Kanjak of Kanyak (Bulgaars: Каняк) is een dorp in Bulgarije. Het dorp is gelegen in de gemeente Tsjernootsjene, oblast Kardzjali. Het dorp ligt 14 km ten noorden van Kardzjali en 192 km ten zuidoosten van de hoofdstad Sofia.

## Bevolking
Op 31 december 2020 werden er 139 inwoners in het dorp Kanjak geregistreerd door het Nationaal Statistisch Instituut van Bulgarije.
In het dorp wonen uitsluitend Bulgaarse Turken. In de volkstelling van 2011 identificeerden alle 197 inwoners zichzelf met de "Turkse etniciteit".
| Etnische samenstelling van de respondenten (2011) | Etnische samenstelling van de respondenten (2011) | Etnische samenstelling van de respondenten (2011) | Etnische samenstelling van de respondenten (2011) | Etnische samenstelling van de respondenten (2011) |
| ------------------------------------------------- | ------------------------------------------------- | ------------------------------------------------- | ------------------------------------------------- | ------------------------------------------------- |
|                                                   |                                                   |                                                   |                                                   |                                                   |
| Bulgaren                                          | Bulgaren                                          |                                                   | 0,0%                                              | 0,0%                                              |
| Turken                                            | Turken                                            |                                                   | 100,0%                                            | 100,0%                                            |
| Roma                                              | Roma                                              |                                                   | 0,0%                                              | 0,0%                                              |
| Anders/Onbekend                                   | Anders/Onbekend                                   |                                                   | 0,0%                                              | 0,0%                                              |

Van de 204 inwoners die in februari 2011 werden geregistreerd, waren er 19 jonger dan 15 jaar oud (9,3%), 137 inwoners waren tussen de 15-64 jaar oud (67,2%), terwijl er 48 inwoners van 65 jaar of ouder werden geteld (23,5%).